# Schieben (Würfelspiel)
Schieben, auch Weiterschieben, ist ein einfaches Würfelspiel mit einem einzelnen Würfel für beliebig viele Mitspieler. Neben dem Würfel werden zudem pro Mitspieler zwölf Streichhölzer benötigt.

## Spielweise

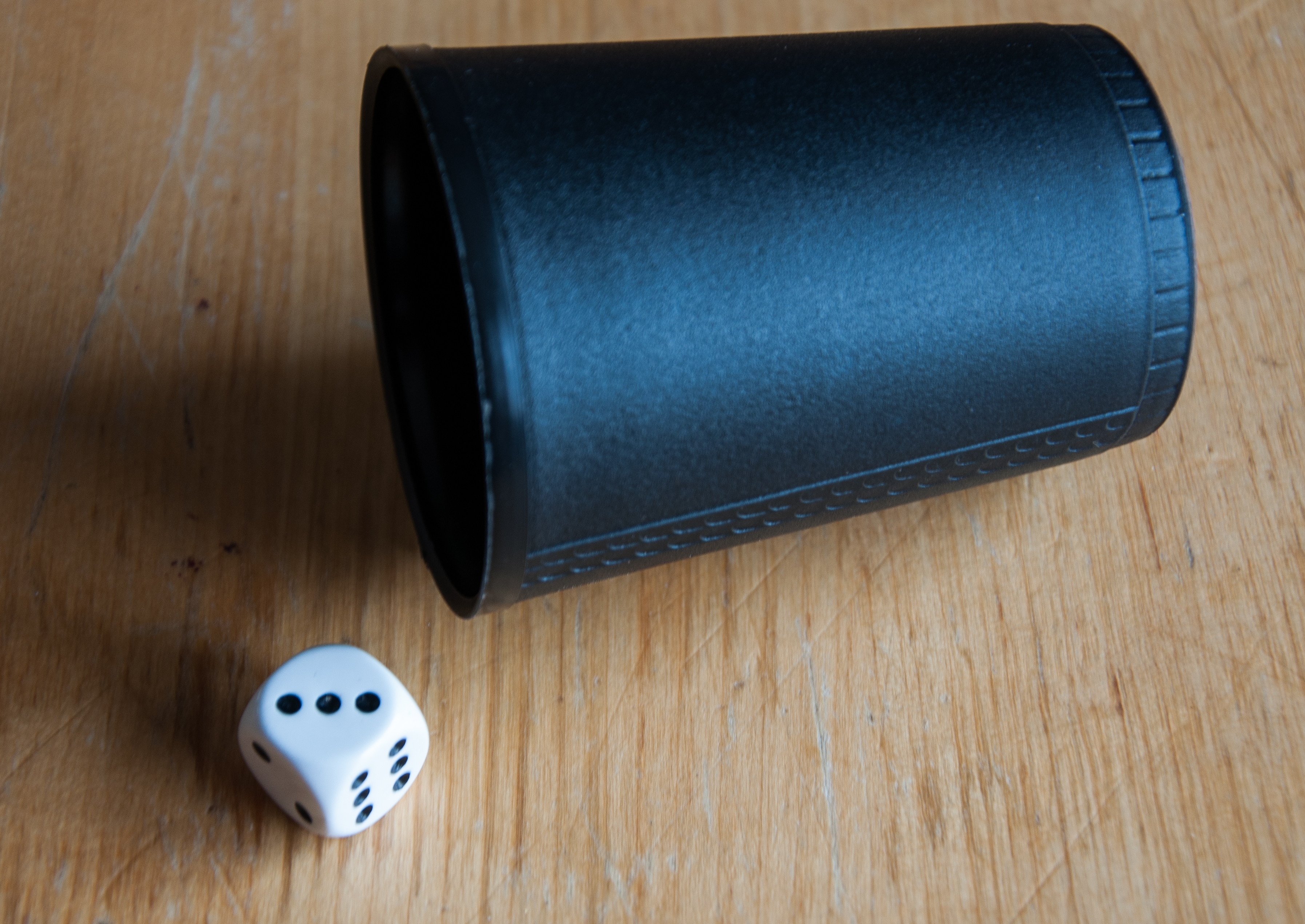
Schieben wird mit einem einzelnen Würfel gespielt.

Jeder Mitspieler bekommt zum Spielstart zwölf Streichhölzer. Es wird reihum je einmal gewürfelt. Abhängig von der Würfelzahl darf der Spieler die gleiche Anzahl an Streichhölzern an seinen linken Nachbarn geben (schieben), bei einer Sechs würfelt er zudem ein weiteres Mal. Liegt die Augenzahl höher als der eigene Vorrat an Hölzern, darf kein Hölzchen weitergeschoben werden. Sobald ein Spieler keine Streichhölzer mehr hat, scheidet er aus. Verloren hat der Spieler, der am Ende alle Streichhölzer vor sich liegen hat.
Sobald nur noch zwei Spieler in Spiel sind, kann man das Spiel verkürzen, indem jeder Spieler nur noch fünf Mal würfeln und schieben darf, danach verliert der Spieler mit den meisten Hölzchen.

## Belege
1. 1 2  „Schieben“ In: Erhard Gorys: Das Buch der Spiele. Manfred Pawlak Verlagsgesellschaft, Herrsching o. J.; S. 405.
2. ↑  „Weiterschieben“ In: Friedrich Pruss: Würfelspiele. Falken Verlag, Niedernhausen 1998; S. 37. ISBN 3-635-60129-2.